# Čechtice
Čechtice (en allemand : Tschechtitz) est un bourg (městys) du district de Benešov, dans la région de Bohême-Centrale, en République tchèque. Sa population s'élevait à 1 393 habitants en 2020.

## Géographie
Čechtice se trouve à 15 km au sud-est de Vlašim, à 32 km au sud-est de Benešov et à 67 km au sud-est de Prague.
La commune est limitée par Chmelná, Borovnice, Mnichovice et Strojetice au nord, par Křivsoudov à l'est, par Chyšná, Chýstovice, Křesín, Čáslavsko et Načeradec au sud, et par Pravonín à l'ouest.

## Histoire
La première mention écrite de la localité date de 1315. La commune a le statut de městys depuis le 12 avril 2007.